# Carsten Ramm
Carsten Ramm (* 1958 in Hannover) ist ein deutscher Regisseur, Dramaturg, Autor und Intendant.

## Leben
Carsten Ramm wurde 1958 in Hannover geboren. Aufgewachsen ist er in Neustadt am Rübenberge, wo er auch sein Abitur machte. An der Freien Universität Berlin studierte er Theaterwissenschaften und Publizistik und begann seine Theaterlaufbahn an der Landesbühne Hanover als Regieassistent. Im Jahr 1983 wechselte er als Dramaturg und Regisseur an das Landestheater Burghofbühne Dinslaken. Ab 1987 arbeitete er als Dramaturg und Regisseur am Rheinischen Landestheater Neuss, wo er von 1990 bis 1992 auch die Funktion als Oberspielleiter ausübte. In den Jahren von 1994 bis 1998 war er Schauspieldirektor der Landesbühnen Sachsen in Radebeul. Von 1998 bis 2023 war er Intendant der Badischen Landesbühne in Bruchsal.
Carsten Ramm ist verheiratet und hat zwei Töchter.

## Theater
- 1983: Wilfried Grote: Tränenrevue oder Das Krokodil weint mit (Burghofbühne Dinslaken)
- 1984: Peter Hacks: Armer Ritter (Burghofbühne Dinslaken)
- 1984: Bertolt Brecht: Der Brotladen/Das kleine Mahagonny (Burghofbühne Dinslaken)
- 1984 Carsten Ramm: Die Schöne und das Tier (Burghofbühne Dinslaken)
- 1985: Pierre Augustin Caron de Beaumarchais: Der tolle Tag oder Figaros Hochzeit (Burghofbühne Dinslaken)
- 1987: Igor Strawinsky / Charles-Ferdinand Ramuz: Die Geschichte vom Soldaten (Rheinisches Landestheater Neuss)
- 1987: Sam Shepard: Goldener Westen (Rheinisches Landestheater Neuss)
- 1987: Luigi Pirandello: Der Mensch, das Tier und die Tugend (Rheinisches Landestheater Neuss)
- 1988: Roy Kift: Stärker als Superman (Nationales Kinder- und Jugendtheater Israels in Tel Aviv)
- 1988: Carlo Gozzi: König Hirsch (Rheinisches Landestheater Neuss)
- 1989: Wolfram Hänel/Peter Henze: Aidsfieber (Rheinisches Landestheater Neuss)
- 1989: Friedrich Schiller: Maria Stuart (Rheinisches Landestheater Neuss)
- 1991: William Shakespeare: Die Komödie der Irrungen (Rheinisches Landestheater Neuss)
- 1993: Curt Goetz: Hokuspokus (Landesbühnen Sachsen Radebeul)
- 1993: Molière: Der eingebildet Kranke (Landesbühnen Sachsen Radebeul)
- 1993: Gotthold Ephraim Lessing: Nathan der Weise (Landesbühnen Sachsen Radebeul)
- 1994: Arthur Miller: Tod eines Handlungsreisenden (Landesbühnen Sachsen Radebeul)
- 1995: Ariane Mnouchkine nach Klaus Mann: Mephisto (Landesbühnen Sachsen Radebeul)
- 1995: William Shakespeare: Romeo und Julia (Landesbühnen Sachsen Radebeul)
- 1996: William Shakespeare: Ein Sommernachtstraum (Felsenbühne Rathen)
- 1997: William Shakespeare: Hamlet (Landesbühnen Sachsen Radebeul)
- 1997: Johann Wolfgang von Goethe: Urfaust (Landesbühnen Sachsen Radebeul)
- 1998: Tankred Dorst nach Hans Fallada: Kleiner Mann – was nun? (Badische Landesbühne Bruchsal)
- 1999: Antonio Tabucchi: Erklärt Pereira (Badische Landesbühne Bruchsal)
- 2000: Bertolt Brecht: Der gute Mensch von Sezuan (Badische Landesbühne Bruchsal)
- 2000: Henrik Ibsen: Gespenster (Badische Landesbühne Bruchsal)
- 2000: Peter Märthesheimer: Lola (Badische Landesbühne Bruchsal)
- 2001: Edmond Rostand: Cyrano de Bergerac (Badische Landesbühne Bruchsal)
- 2002: Franz Kafka: Das Schloss (Badische Landesbühne Bruchsal)
- 2002: Molière: Der Geizige (Badische Landesbühne Bruchsal)
- 2003: Bernard-Marie Koltès: Robert Zucco (Badische Landesbühne Bruchsal)
- 2003: Hal Ashby: Harold and Maud (LandesbühneHannover)
- 2003: John Kander/Joe Masteroff: Cabaret (Badische Landesbühne Bruchsal)
- 2004: William Shakespeare: Viel Lärm um nichts (Badische Landesbühne Bruchsal)
- 2004: Ray Cooney: Außer Kontrolle (Badische Landesbühne Bruchsal)
- 2005: Molière: Der Bürger als Edelmann (Badische Landesbühne Bruchsal)
- 2006: Carsten Ramm nach Alexandre Dumas: Die drei Musketiere (Badische Landesbühne Bruchsal)
- 2006: Luigi Pirandello: Der Mensch, das Tier und die Tugend (Badische Landesbühne Bruchsal)
- 2006: Carsten Ramm nach Franz Kafka: Process_Matrix (Badische Landesbühne Bruchsal)
- 2006: William Shakespeare: Was ihr wollt (Badische Landesbühne Bruchsal)
- 2007: Friedrich Schiller: Die Jungfrau von Orleans (Badische Landesbühne Bruchsal)
- 2007: Joseph Kesselring: Arsen und Spitzenhäubchen (Badische Landesbühne Bruchsal)
- 2008: Carlo Goldoni: Der Diener zweier Herren (Badische Landesbühne Bruchsal)
- 2009: Carsten Ramm nach Miguel de Cervantes: Don Quijote (Badische Landesbühne Bruchsal)
- 2009: Nach Johann Wolfgang von Goethe/Nikolaus Lenau: Goethe Lenau Faust – Erkundung eines Mythos (Deutsches Staatstheater Temeswar Rumänien) / (Badische Landesbühne Bruchsal)
- 2009: Mary Chase: Mein Freund Harvey (Badische Landesbühne Bruchsal)
- 2010: Bertolt Brecht/Kurt Weill: Die Dreigroschenoper (Badische Landesbühne Bruchsal)
- 2010: Gisela Elsner: Otto, der Großaktionär (Badische Landesbühne Bruchsal)
- 2011: Molière: Tartuffe (Badische Landesbühne Bruchsal)
- 2011: Heinrich von Kleist: Der zerbrochne Krug (Badische Landesbühne Bruchsal)
- 2011: Janne Teller: Krieg. Stell dir vor, er wäre hier (Badische Landesbühne Bruchsal)
- 2011: Herta Müller: Herztier (Badische Landesbühne Bruchsal)
- 2012: Anton Tschechow: Der Kirschgarten (Badische Landesbühne Bruchsal)
- 2012: Max Frisch: Homo Faber (Badische Landesbühne Bruchsal)
- 2012: Yasmina Reza: Der Gott des Gemetzels (Badische Landesbühne Bruchsal)
- 2013: Bertolt Brecht: Mutter Courage und ihre Kinder (Badische Landesbühne Bruchsal)
- 2013: Carlo Goldoni: Trilogie der Sommerfrische (Badische Landesbühne Bruchsal)
- 2014: Ariane Mnouchkine nach Klaus Mann: Mephisto (Badische Landesbühne Bruchsal)
- 2014: Henrik Ibsen: Baumeister Solness (Badische Landesbühne Bruchsal)
- 2014: Tennessee Williams: Endstation Sehnsucht (Badische Landesbühne Bruchsal)
- 2015: Franz Kafka: Der Bau (Badische Landesbühne Bruchsal)
- 2015: Truman Capote: Frühstück bei Tiffany (Badische Landesbühne Bruchsal)
- 2016: John von Düffel nach Thomas Mann: Buddenbrooks (Badische Landesbühne Bruchsal)
- 2016: Carsten Ramm nach Alexandre Dumas: Der Graf von Monte Christo (Badische Landesbühne Bruchsal)
- 2016: Semiya Şimşek/Peter Schwarz: Schmerzliche Heimat (Badische Landesbühne Bruchsal)
- 2017: Carsten Ramm nach Hans Schweikart: Es wird schon nicht so schlimm (Badische Landesbühne Bruchsal)
- 2017: Heinrich Böll: Die verlorene Ehre der Katharina Blum (Badische Landesbühne Bruchsal)
- 2018: Bertolt Brecht: Leben des Galilei (Badische Landesbühne Bruchsal)
- 2018: Franz Kafka: Amerika (Badische Landesbühne Bruchsal)
- 2019: Pierre Barillet/Jean-Pierre Grédy: Das Schmuckstück (Badische Landesbühne Bruchsal)
- 2019: Konstantin Wecker/Carsten Ramm nach Günther Weisenborn: Der Illegale (Badische Landesbühne Bruchsal)
- 2019: Joe Sutton: Komplize (Badische Landesbühne Bruchsal)
- 2020: Henrik Ibsen: Ein Volksfeind (Badische Landesbühne Bruchsal)
- 2020: Rainer Werner Fassbinder / Fritz Müller-Scherz: Welt am Draht (Badische Landesbühne Bruchsal)
- 2020: Hans-Ulrich Treichel: Der Verlorene (Badische Landesbühne Bruchsal)
- 2021: Yasmina Reza: Kunst (Badische Landesbühne Bruchsal)
- 2021: Carsten Ramm nach William Shakespeare: Die listigen Weiber von Windsor (Badische Landesbühne Bruchsal)
- 2021: Clive Francis nach Graham Greene: Unser Mann in Havanna (Badische Landesbühne Bruchsal)
- 2022: Olivier Garofalo: Warte nicht auf den Marlboro-Mann (Badische Landesbühne Bruchsal)
- 2022: Graham Greene: Unser Mann in Havanna (Badische Landesbühne Bruchsal)
- 2022: Bertolt Brecht: Herr Puntila und sein Knecht Matti (Badische Landesbühne Bruchsal)
- 2022: Egon Monk: Industrielandschaft mit Einzelhändlern (Badische Landesbühne Bruchsal)
- 2023: Claude Chabrol/Odile Barski: Masken (Badische Landesbühne Bruchsal)[4]

## Veröffentlichungen
Aus Recherchen für Inszenierungen entstanden drei Buchprojekte:
- Hans Schweikart: Es wird schon nicht so schlimm. Ein Filmvorschlag. Herausgegeben von Carsten Ramm. Mit einem Nachwort Rolf Aurich und Wolfgang Jacobsen. Verbrecher Verlag, Berlin 2014, ISBN 978-3-95732-063-6.
- Günther Weisenborn: Memorial. Herausgegeben von Carsten Ramm. Verbrecher Verlag, Berlin 2019, ISBN 978-3-95732-376-7.
- Günther Weisenborn: Bist du ein Mensch, so bist du auch verletzlich. Ein Lesebuch. Herausgegeben von Carsten Ramm. Verbrecher Verlag, Berlin 2019, ISBN 978-3-95732-377-4.

Außerdem war Carsten Ramm an folgenden Veröffentlichungen beteiligt:
- Die Badische Landesbühne. Theater für die Region. Herausgegeben von der Badische Landesbühne. Verlag Regionalkultur, Ubstadt-Weiher 1999, ISBN 978-3-89735-108-0.
- Utopolis. Endlich Zukunft. Herausgegeben von der Badische Landesbühne. Verlag Regionalkultur, Ubstadt-Weiher 2015, ISBN 978-3-89735-900-0.

Die Rechte für die Bühnenfassungen einzelner Inszenierungen von Carsten Ramm liegen beim Stückgut Bühnen- und Musikverlag, München.

## Auszeichnungen
- 2020: Nominierung für den Deutschen Hörspielpreis der ARD für das 2019 vom RBB gesendeten Hörspiel Es wird schon nicht so schlimm! von Hans Schweikart und der Regie von Christine Nagel, die gemeinsam mit Carsten Ramm den Text bearbeitet hat.[5]
- 2023: Anlässlich seines Ausscheidens nach 25 Jahren als Intendant der Badischen Landesbühne wurde Carsten Ramm als „Anerkennung besonderer Verdienste“ die Schönborn-Medaille der Stadt Bruchsal verliehen.[6]